# 烏克蘭國家應急服務
烏克蘭國家緊急服務中心（烏克蘭語：Державна служба України з надзвичайних ситуацій，羅馬化：Derzhavna sluzhba Ukrainy z nadzvychainykh sytuatsii，縮寫：ДСНС [України]），又譯烏克蘭國家緊急情況服務局，2012年12月24日前稱烏克蘭緊急情況部（іністерство надзвичайних ситуацій України），是負責烏克蘭全國在民防、救援、創建和管理保險基金文件系統、放射性廢物利用等領域執行國家政策的主要執行機構，緊急情況下的人口和領土保護、緊急預防和響應、善後清理以及車諾比核難。它還直接管理位於基輔以北的隔離區。該機構隸屬於內政部，其宗旨是“預防、救援、協助”。（Запобігти. Врятувати. Допомогти.）

## 部門歷史
部成立於 1996 年，由國家民防機構和負責保護人民免受切爾諾貝利災難後果影響的烏克蘭部合併而成。直到 1991 年，後者是烏克蘭蘇維埃社會主義共和國內閣的國家委員會，而國家民防是蘇聯全聯盟民防網絡的一部分。2003 年，該部接管了以前由內務部管轄的消防部門。該部曾是烏克蘭武裝部隊軍事預備隊的一部分，但在 2003 年改革和消防服務合併後，所有軍事化編隊都解散了，2005 年，該機構正式非軍事化，專注於救援服務。在 2010 年 12 月 9 日的行政改革之前，該機構被稱為烏克蘭緊急情況和保護民眾免受切爾諾貝利災難影響的部。改革後，三大中央行政權力機構直接隸屬於它：
- 烏克蘭國家礦業監督和工業安全局（烏克蘭語：烏克蘭國家礦業監督和工業安全局，俄語：烏克蘭國家礦業監督和工業安全局）
- 烏克蘭異化區管理局國家機構（烏克蘭語：烏克蘭禁區管理國家機構，俄語：Государственное агентство Украины по управлению зоной отчуждения）
- 烏克蘭技術安全國家檢查（烏克蘭語：烏克蘭技術安全國家檢查，俄語：Gosudarstvennaya inspektasia tekhnogenic safety of Ukraine）

## 裝備
- 歐直EC225超級美洲獅直升機[1]

## 其他機構
- 國家消防安全部門
- 國家搜索和救援航空服務
- 國家水文氣象局
- 國保部保險文獻基金司

2012年12月24日，烏克蘭緊急情況部改組為國家緊急事務處並歸國防部管轄。2014 年 4 月 25 日，該服務移交給烏克蘭內政部。

## 組織架構

#### 組織主體
- 中央緊急情況局

#### 專業編隊
- 國家軍事化礦山救援大隊
- 第聶伯羅軍事化礦山救援大隊

##### 其他機構
- 烏克蘭水文氣象中心
- 烏克蘭航空氣象中心
- 搜救主要航空協調中心
- “救命恩人”-通知信息分析中心
- 民事安全中心 112
- 移動救援中心（位於:基輔）
- 敖德薩療養院（位於:敖德薩）